# Georg Gothein
Georg Gothein (ur. 15 sierpnia 1857 w Środzie Śl., zm. 22 marca 1940 w Berlinie) – niemiecki inżynier i polityk, minister skarbu (1919–1920).

## Życiorys
Urodził się 15 sierpnia 1857 r. w Środzie Śląskiej jako syn lekarza Hugona Gotheina i jego żony Marie (z domu Ehm). W latach 1877–1884 studiował metalurgię we Wrocławiu oraz na berlińskiej Bergakademie. Bezpośrednio po studiach zaczął pracę jako urzędnik górniczy w m.in. Saarbrücken i Gliwicach, zajmując różne stanowiska do 1892 r., przy czym w 1888 r. uzyskał stopień doktorski. W latach 1889–1893 był radnym miejskim w Wałbrzychu, a od 1893 do 1901 r. był prawnikiem wrocławskiej Izby Gospodarczej.
W latach 1893–1903 jako członek Stowarzyszenia Liberałów był członkiem pruskiego parlamentu, a od 1901 do 1918 r. zasiadał w Reichstagu. Jako poseł opowiadał się przeciwko rozbudowie floty, uważając to za zagrożenie dla europejskiego pokoju. Od 1910 r. należał do Postępowej Partii Ludowej. Był autorem książki Der deutsche Außenhandel (pol. Handel zagraniczny) oraz i biografii kanclerza Georga Leo von Capriviego, a także skrytykowanej przez nacjonalistów publikacji z 1917 r. Das selbständige Polen als Nationalitätenstaat (pol. Niepodległa Polska jako państwo narodowe). Po zakończeniu I wojny światowej został współzałożycielem lewicowo-liberalnej Niemieckiej Partii Demokratycznej. Od 1919 do 1920 r. zasiadał w składzie Weimarskiego Zgromadzenia Narodowego i był ministrem skarbu w rządzie Philippa Scheidemanna, ale odrzucił traktat wersalski z powodu postanowień o winie wojennej i wraz z całym gabinetem podał się 20 czerwca 1920 r. do dymisji. W tym samym roku skrytykował w książce Warum verloren wir den Krieg? (pol. Dlaczego przegraliśmy wojnę?) niemiecką politykę wojenną i jej ekspansywne cele.
W latach 1920–1924 był członkiem Reichstagu z ramienia Niemieckiej Partii Demokratycznej, a w 1921 r. został prezesem Stowarzyszenia Obrony przed Antysemityzmem. Należał także do zarządu Stowarzyszenia Handlu Zagranicznego i był członkiem Stowarzyszenia Polityki Społecznej. Od 1924 do 1929 r. pisał dla Berliner Tageblatt i wiedeńskiej Neue Freie Presse. W 1930 r. doznał udaru i ze względu na zły stan zdrowia poważnie ograniczył swoją działalność i zmarł 22 marca 1940 r. w Berlinie.
Jego brat Eberhard (1853–1923) był historykiem i ekonomistą. W 1886 r. w Lipsku poślubił Annę Mangelsdorf, z którą miał trzy córki.